# Lauder (Schottland)
Lauder, gälisch Labhdar, ist eine Ortschaft in der schottischen Council Area Scottish Borders beziehungsweise in der traditionellen Grafschaft Berwickshire. Sie liegt rund zwölf Kilometer nördlich von 
Melrose vor dem Südwestsaum der Lammermuir Hills. Entlang des Ostrands verläuft das Leader Water durch den ehemaligen Distrikt Lauderdale.

## Geschichte

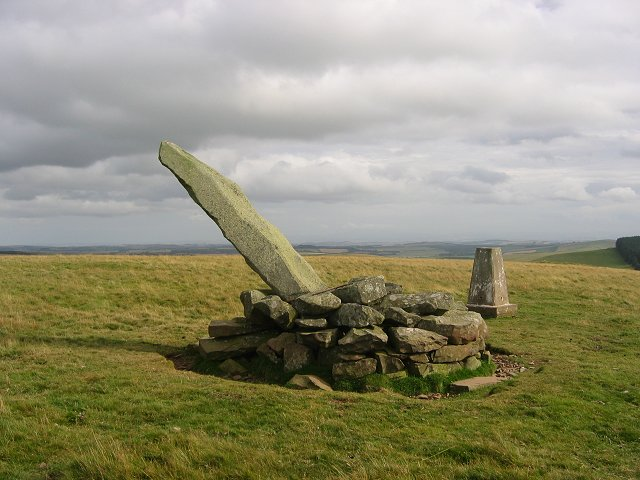
Der Lang Stane auf dem Dabshead Hill, bei Lauder

Bereits im 12. Jahrhundert ist mit dem Castle of Lauder von Richard de Morville eine Burg auf dem Castle Hill nachgewiesen. Auf Grund der hohen strategischen Bedeutung wird jedoch davon ausgegangen, dass sich dort bereits in früheren Jahrhunderten ein Hillfort befunden hatte. Heute befindet sich nahe dem Standort das Schloss Thirlestane Castle, das lange Sitz der Earls of Lauderdale war.
Spätestens 1153 ließ Hugh de Morville eine Kirche nahe dem Fort erbauen. Die heutige Lauder Church wurde 1673 von John Maitland, 1. Duke of Lauderdale errichtet. Angeblich steht sie eine Bogenschussweite von Thirlestane Castle entfernt.
1482 wurde in Lauder ein Fanal gegen die Günstlingswirtschaft des schottischen Königs Jakob III. gesetzt. Archibald Douglas, 5. Earl of Angus ließ sechs Günstlinge des Königs gefangen nehmen und über der alten Brücke von Lauder erhängen.
Es existieren Berichte, dass Lauder bereits zu Zeiten Wilhelm I. den Status eines Royal Burghs besessen hätte. Die erhaltene Urkunde stammt jedoch aus dem Jahre 1502.
Im Laufe des 19. Jahrhunderts wurden mehr als 1000 Einwohner in Lauder gezählt. Nachdem die Zahl bis 1961 auf 597 abgesunken war, stieg sie in den folgenden Jahrzehnten kontinuierlich auf 1699 im Jahre 2011 an.

## Verkehr
Die A68 (Darlington–Edinburgh) bildet die Hauptverkehrsstraße von Lauder und schließt die Ortschaft an das Fernstraßennetz an. Mit der Lauder Light Railway erhielt Lauder im Jahre 1901 einen eigenen Bahnhof. Die Strecke verband Lauder über Oxton mit der Waverley Line. Der Passagiertransport auf der kurzen Stichstrecke wurde jedoch bereits 1932 wieder eingestellt. 1939 wurde die Strecke vollständig aufgelassen.